# Macaca maura
Il macaco nero (Macaca maura, Schinz, 1825) è un primate della famiglia Cercopithecidae.

## Descrizione
La lunghezza del corpo è tra 60 e 70 cm, mentre la coda è ridotta a un breve moncone. Il colore del corpo, come dice il nome, è molto scuro. Solo la parte posteriore del tronco può essere di un grigio più chiaro. Il macaco nero si distingue facilmente dal cinopiteco, che è altrettanto scuro e anche vive nella stessa isola, per l'assenza della cresta sulla testa.

## Distribuzione e habitat
L'areale è nel sudovest dell'isola Sulawesi (già Celebes).
L'habitat è la foresta pluviale tropicale.

## Biologia
L'attività è diurna e si svolge sia al suolo sia sugli alberi.
Formano gruppi costituiti da 5 a 25 individui, che contengono più adulti di ciascun sesso.
Come nel caso degli altri macachi, la dieta è costituita soprattutto di frutta (in prevalenza fichi), ma comprende anche altri alimenti vegetali e piccoli animali.
La gestazione dura da 160 a 186 giorni e si conclude con la nascita di un solo cucciolo. La maturità sessuale è raggiunta tra i 2 e 4 anni. La longevità è intorno ai 28 anni.

## Conservazione
La specie è in pericolo per la ristrettezza dell'areale e la distruzione dell'habitat. Si pensa che siano rimasti circa un migliaio di individui.